# Tawengan
Tawengan is een bestuurslaag in het regentschap Boyolali van de provincie Midden-Java, Indonesië. Tawengan telt 1951 inwoners (volkstelling 2010).